# 1199
Évszázadok: 11. század – 12. század – 13. század
Évtizedek: 1140-es évek – 1150-es évek – 1160-as évek – 1170-es évek – 1180-as évek – 1190-es évek – 1200-as évek – 1210-es évek – 1220-as évek – 1230-as évek – 1240-es évek
Évek: 1194 – 1195 – 1196 – 1197 –  1198 – 1199 – 1200 – 1201 – 1202 – 1203 – 1204

## Események

### Határozott dátumú események
- január 6. – I. Leó örmény királyt a kilikiai Tarsusban Örményország királyává koronázzák.
- május 27. – János követi bátyját I. Richárdot az angol trónon.

### Határozatlan dátumú események
- az év folyamán – 
  - A római katolikus egyház határozatot hoz a visszaeső illetve megátalkodott eretnekek vagyonának elkobzásáról.[1]
  - András herceg újra fellázad bátyja, Imre király ellen. A Balaton melletti Rád falunál [jelenleg: Rádpuszta, Balatonlelle része] vívott csatában azonban Imre győz, András pedig Ausztriába menekül.[2]
  - Az okiratok először említik a római eredetű balfi fürdőt „Wolfss”, vagy másként „Farkasd” néven.[3]

## Születések
- augusztus 5. – III. Ferdinánd kasztíliai király, a Burgundiai-házból származó kasztíliai és leóni király, szent († 1252)

Bizonytalan dátum
- Guttorm, gyermekként meghalt norvég király († 1204)
- IV. Sándor, a római katolikus egyház 181. pápája († 1261)
- I. Rupen Rajmund ifjabb örmény király és antiochiai uralkodó herceg († 1221/22)
- Sturla Sighvatsson, a Sturlungar családba tartozó izlandi vezér († 1238)
- Ahmad al-Badawi, marokkói születésű szúfi iskolaalapító († 1276)

## Halálozások
- április 6. – I. Richárd angol király (* 1157)